# Johan Christian Fabricius
Johann Christian Fabricius (Tønder, 7 gennaio 1745 – Copenaghen, 3 marzo 1808) è stato un entomologo, botanico, medico e aracnologo danese.

## Biografia
Figlio di un medico, dopo aver iniziato gli studi di medicina alle Università di Altona e di Copenaghen, nel 1762 si trasferì a Uppsala, dove ebbe per maestro Linneo. Si laureò in medicina nel 1770.

## Taxa descritti
Tra i taxa descritti dal naturalista si possono ricordare:
- Zygaena Fabricius, 1775, genere di lepidotteri della famiglia Zygaenidae
- Pimelia bipunctata Fabricius, 1781, specie di coleotteri della famiglia Tenebrionidae
- Araneus triguttatus Fabricius, 1793, specie di ragni della famiglia Araneidae
- Drosophila funebris Fabricius, 1787, specie di ditteri della famiglia Drosophilidae

## Taxa denominati in suo onore
- Amphitritidea fabricii Kroyer, 1847, specie di molluschi nudibranchi della famiglia Dendronotidae
- Centroscyllium fabricii Reinhardt, 1825, specie di squalo della famiglia Etmopteridae
- Liparis fabricii Kroyer, 1847, specie di pesce osseo della famiglia Liparidae
- Sertularia fabricii Levinsen, 1893, specie di idrozoo della famiglia Sertulariidae

## Opere e pubblicazioni
Di seguito l'elenco delle principali opere entomologiche ed aracnologiche:
- Systema entomologiae, sistens insectorum classes, ordines, genera, species, adiectis, synonymis, locis descriptionibus observationibus. (1775) Flensburg and Lipsiae, 832 pp. (Araneae, pp.431-441).
- Genera insectorum eorumque characteres naturales, secundum numerum, figuram, situm et proportionem omnium partium oris; adjecta mantissa specierum nuper detectarum. (1777) Chilonii, 310 pp. (Araneae, pag.152 e 249-250).
- Reise nach Norwegen, mit Bemerkungen aus der Naturgeschichte und Oekonomie. (1779) Hamburg
- Species insectorum exhibentes eorum differentias specificas, synonyma auctorum, loca natalia, metamorphos in adiectis observationibus, descriptionibus. (1781) Hamburgi and Kilonii, vol.1, pp.1-552 (Araneae, pp.536-549).
- Mantissa insectorum sistens eorum species nuper detectas adiectis characteribus genericis, differentiis specificis, emendationibus, observationibus. (1787) Hafniae, vol.1, 348 pp. (Araneae, pp.342-346).
- Entomologicae systematica I-IV, (1792-1794)
- Entomologiae systematica emendata et aucta, secundum classes, ordines, genera, species adjectis synonimis, locis, observationibus, descriptionibus. (1793) Hafniae, vol.2, pp.407-428.
- Supplementum entomologiae systematicae. Hafniae, 572 pp. (Araneae, pp.291-294).

| Fabricius è l'abbreviazione standard utilizzata per le specie animali descritte da Johan Christian Fabricius. Categoria:Taxa classificati da Johan Christian Fabricius |

| J.Fabr. è l'abbreviazione standard utilizzata per le piante descritte da Johan Christian Fabricius. Consulta l'elenco delle piante assegnate a questo autore dall'IPNI. |